# Auzouville-l'Esneval
 Auzouville-l'Esneval  es una población y comuna francesa, en la región de Alta Normandía, departamento de Sena Marítimo, en el distrito de Ruan y cantón de Yerville.

## Demografía
| 225 | 190 | 183 | 260 | 298 | 354 |
| Para los censos de 1962 a 1999 la población legal corresponde a la población sin duplicidades (Fuente: INSEE [Consultar]) |     |     |     |     |     |